# Macrosiphoniella frigidae
Macrosiphoniella frigidae är en insektsart. Macrosiphoniella frigidae ingår i släktet Macrosiphoniella och familjen långrörsbladlöss. Inga underarter finns listade i Catalogue of Life.